# Château de Ker-Armel
Le château de Ker-Armel est situé à Ploërmel en France.

## Localisation
Le château est situé sur le territoire de la commune de Ploërmel, rue de Saint Denis, dans le département du Morbihan en région Bretagne.

## Description
Le château est construit au XXe siècle. Édifice de plan allongé composé d'un corps de logis principal encadré de deux pavillons et d'une tour d'escalier dans œuvre sur la façade principale. Élévation en pierre de taille de granite. Édifice à un étage carré et un étage de combles. Toiture à longs pans couverte d'ardoises ; toit à l'impériale.

## Historique
Château construit entre 1906 et 1908 (date portée sur le logis). L'édifice abrite un hôtel en 1927 avant de devenir une maison de retraite. Il est inscrit à l'inventaire général du patrimoine culturel en 1984.